# Tischtennis in Irland
Tischtennis in Irland gehört zu den Randsportarten des Landes. Von den ungefähr 5,1 Millionen Einwohnern spielen etwa 3500 aktiv Tischtennis, davon sind circa 1200 Mitglied des Verbandes (Stand 2022). Seit 2023 ist Pat Hunter Präsidentin.

## Geschichte
Bereits 1929/30 wurden der Irische Freistaat (IFS) und Nordirland in den Weltverband ITTF aufgenommen. Diese beiden Verbände, welche seit etwa 1922 existierten, vereinigten sich 1937 zur Irischen Tischtenns-Gesellschaft (Irish Table Tennis Association), welche 1937/38 Mitglied des ITTF wurde. Damals waren 8000 Spieler in 250 Vereinen aktiv.
Seit 1937 werden jährlich nationale Meisterschaften durchgeführt.
Einige Vorsitzende
- 1955 – 1967   Norman Wilson
- 1967 – 1971   Cyril Boden
- 1986 – 1990   Joseph Veselsky
- 2012 – 2023   Joseph Hickey
- seit 2023  Pat Hunter  (erste weibliche Präsidentin)

## International
Bei Welt- und Europameisterschaften spielte Irland bisher (2025) keine Rolle. Einige der besten Spieler traten auch im Ausland an:
- Karen Walker/Senior
- Colum Slevin: 1990er Jahre: VfB Lübeck, Super Donic Berlin,  Borussia Brand  (2. BL); 2005: Werder Bremen, 2020er Jahre: SC Union 08 Lüdinghausen (NRW-Liga)
- Alexander Gillen: 2020er Jahre: GV Hennebont (Frankreich)